# Маріїнський Орден Хреста
Маріїнський Орден Хреста (ест. Maarjamaa Risti teenetemärk) — державна нагорода Естонської Республіки. Наймолодший з орденів країни. Заснований 16 травня 1995 року на честь незалежності Естонії. Орденом нагороджуються Президент Естонії та іноземці, які мають особливі заслуги перед Естонською Республікою. Maarjamaa («Маріїнщина», «Маріїнська земля») — поетична назва Естонії в XX столітті, що походить від середьновічної назви Старої Лівонії (лат. Terra Mariana).

## Ступені
1. Орден Хреста має шість ступенів:
1. одна спеціальна ступінь — Ланцюг ордена Хреста;
2. п'ять основних ступенів — 1-а, 2-а, 3-а, 4-а та 5-а ступінь.
2. Знаки ордена всіх ступенів мають однаковий вигляд і однакові розміри.

3. Тон синьої муарової стрічки ордена, за міжнародною системою кольорів PANTONE, визначений, як 300 °C.
- 1-й ступінь
- 2-й ступінь
- 3-й ступінь
- 4-й ступінь
- 5-й ступінь

## Галерея

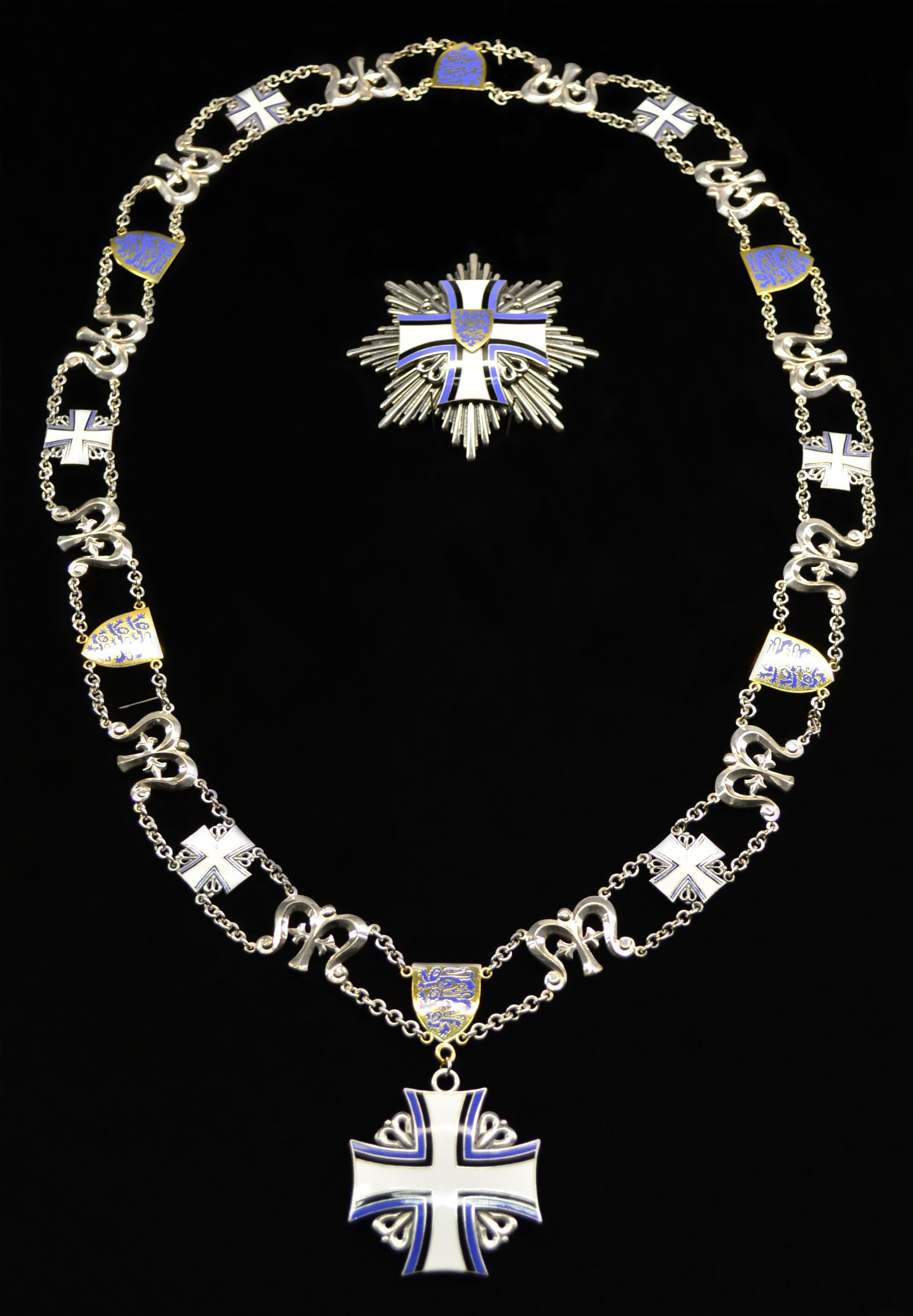
Ланцюг ордена, зірка
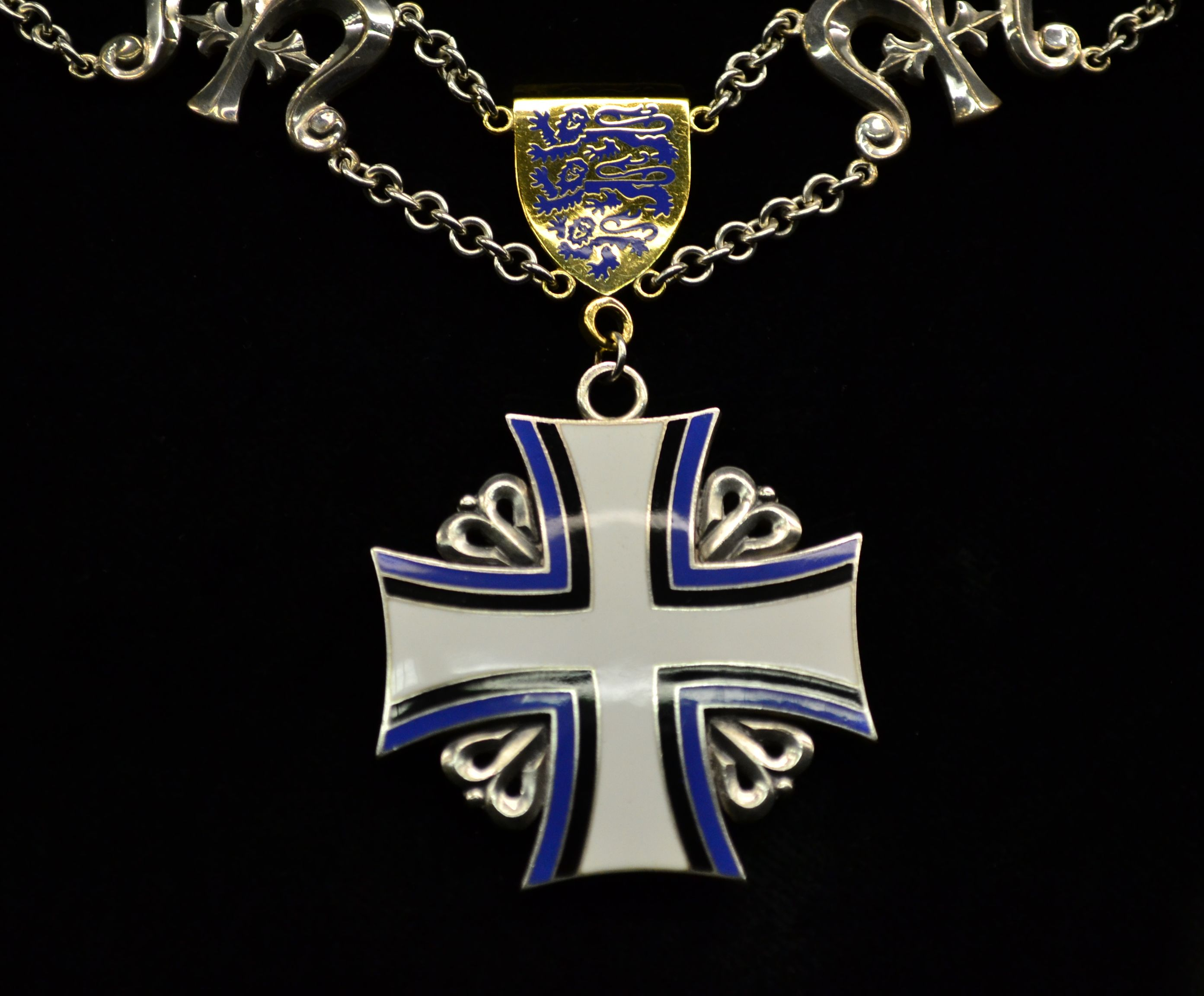
Хрест на ланцюзі
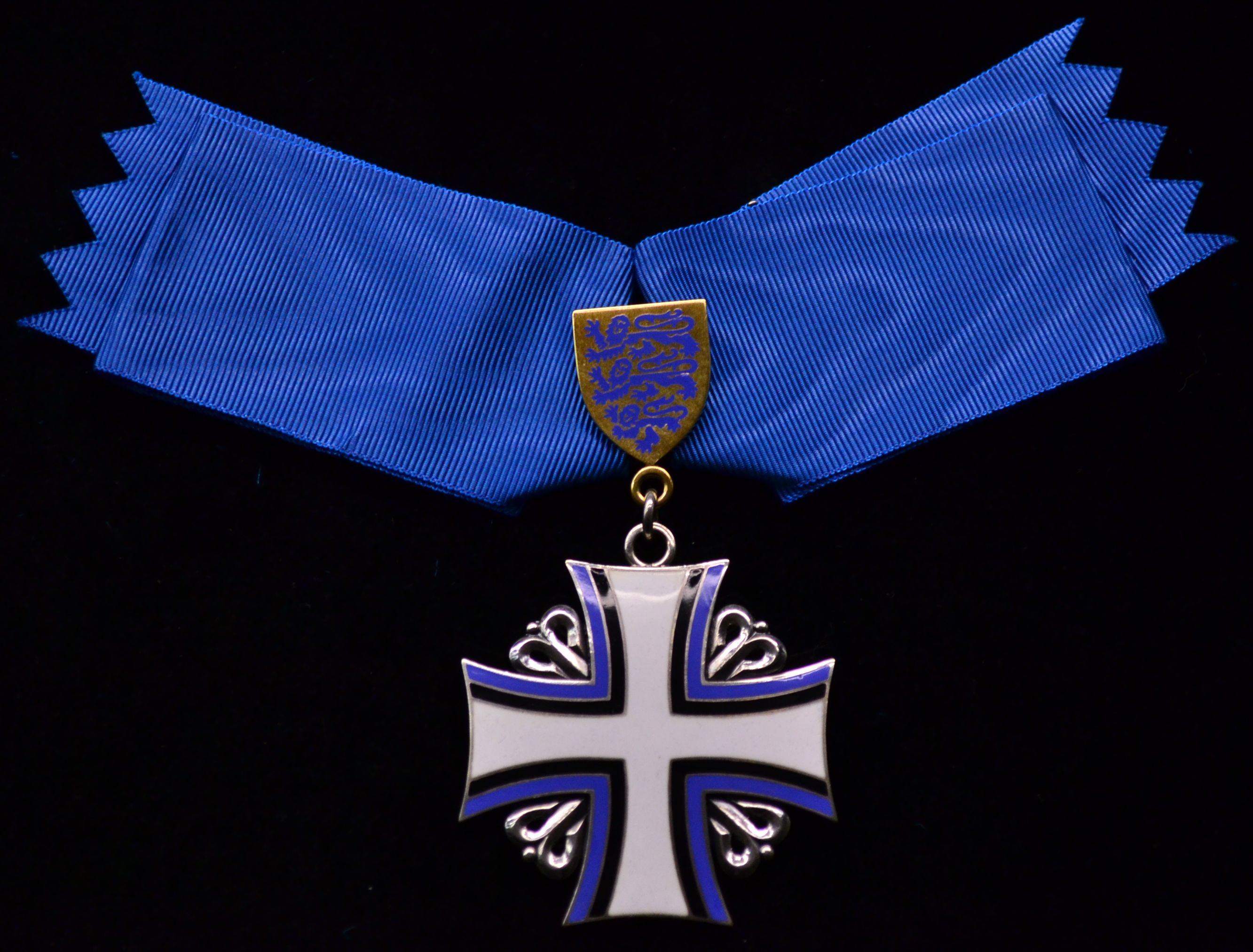
III ступінь; для жінок